# المكتب الأمريكي لتسجيل خبراء تكنولوجيا الأشعة
يعمل المكتب الأمريكي لتسجيل خبراء تكنولوجيا الأشعة (ARRT على الارتقاء بمعايير رعاية المريض من خلال تعيين أفراد مؤهلين في مجالات التصوير الطبي والإجراءات التدخلية والعلاج الإشعاعي.

## وصلات خارجية
- الموقع الرسمي
- American Society of Radiologic Technologists